# Oscar Moglia
Oscar Aldo Moglia Eiras, född 1 februari 1935 i Montevideo, död 8 oktober 1989, var en uruguayansk basketspelare.
Moglia blev olympisk bronsmedaljör i basket vid sommarspelen 1956 i Melbourne.